# Diocesi di Liegi

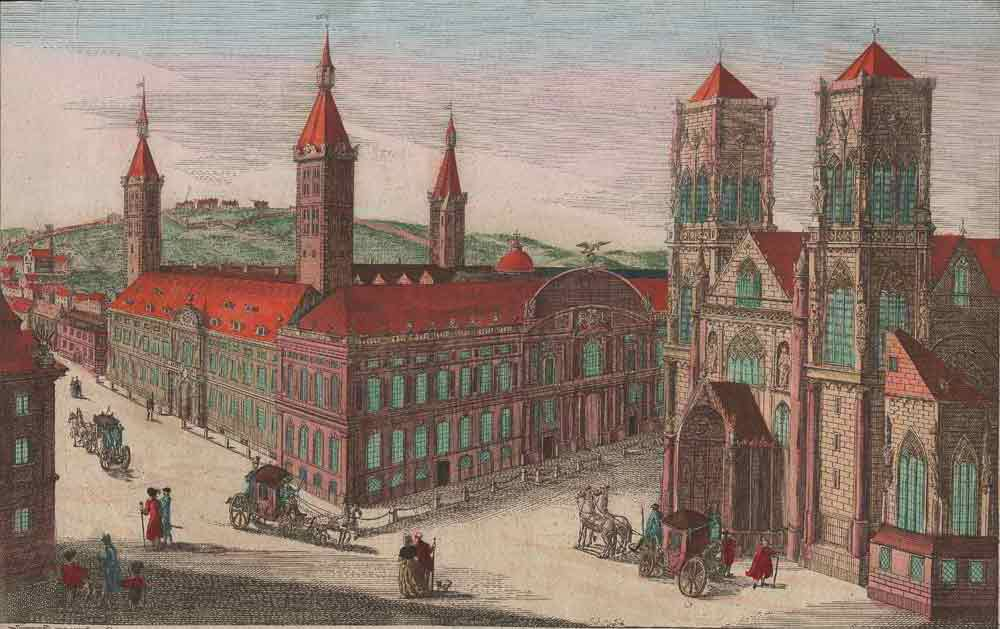
L'antica cattedrale di San Lamberto e il palazzo vescovile dopo le ristrutturazioni del XVIII secolo; la cattedrale fu demolita alla fine del Settecento.

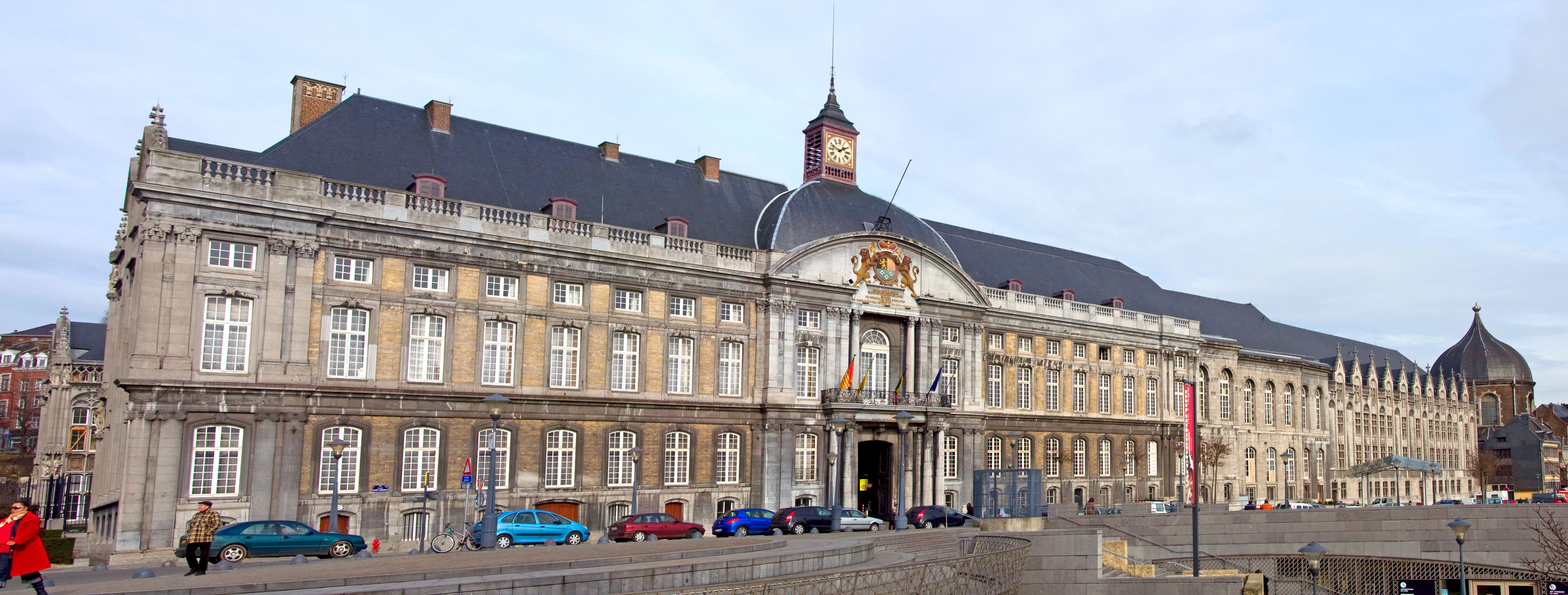
L'antico palazzo dei principi-vescovi di Liegi è oggi sede del palazzo di giustizia.

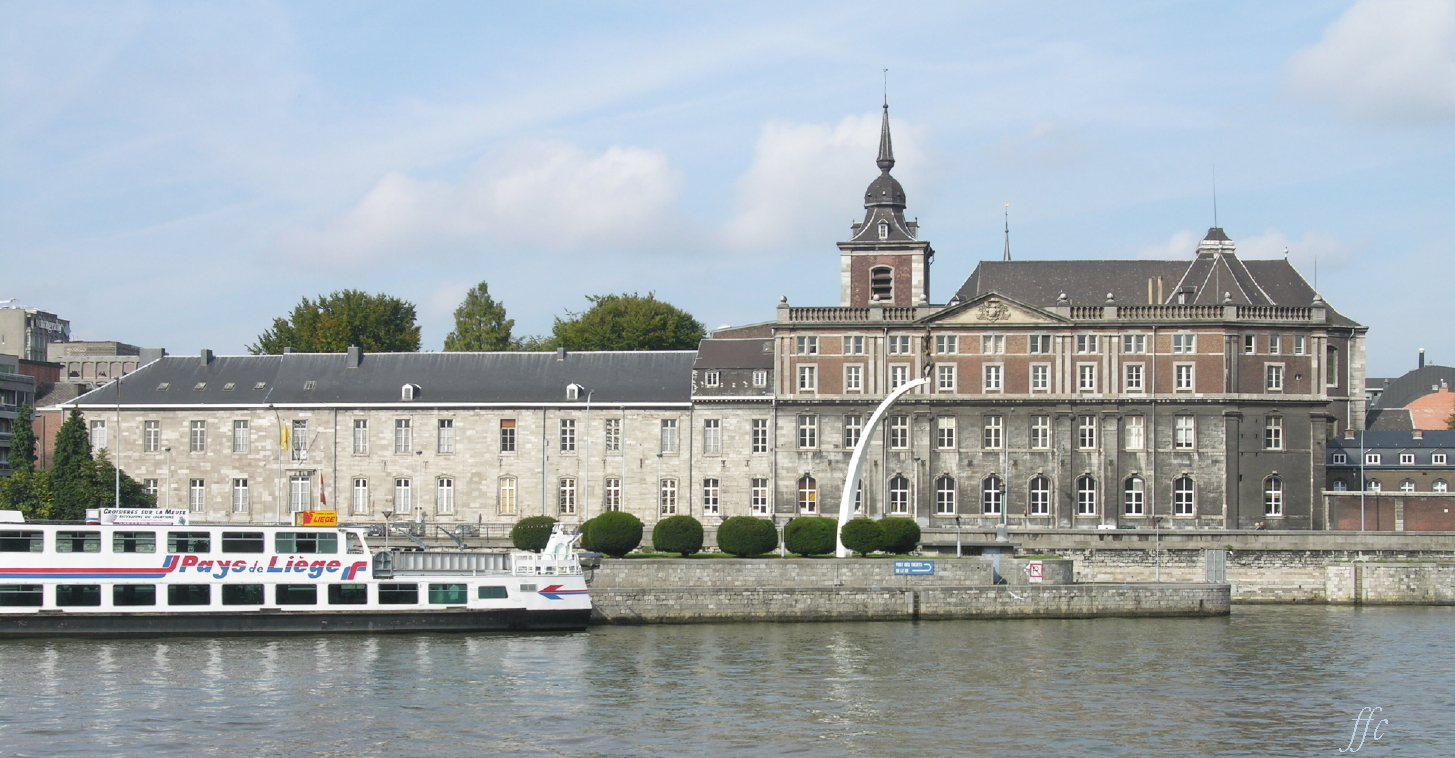
L'antica abbazia Saint-Corneille de Beaurepart a Liegi ospita oggi il seminario diocesano e funge contestualmente da palazzo vescovile.

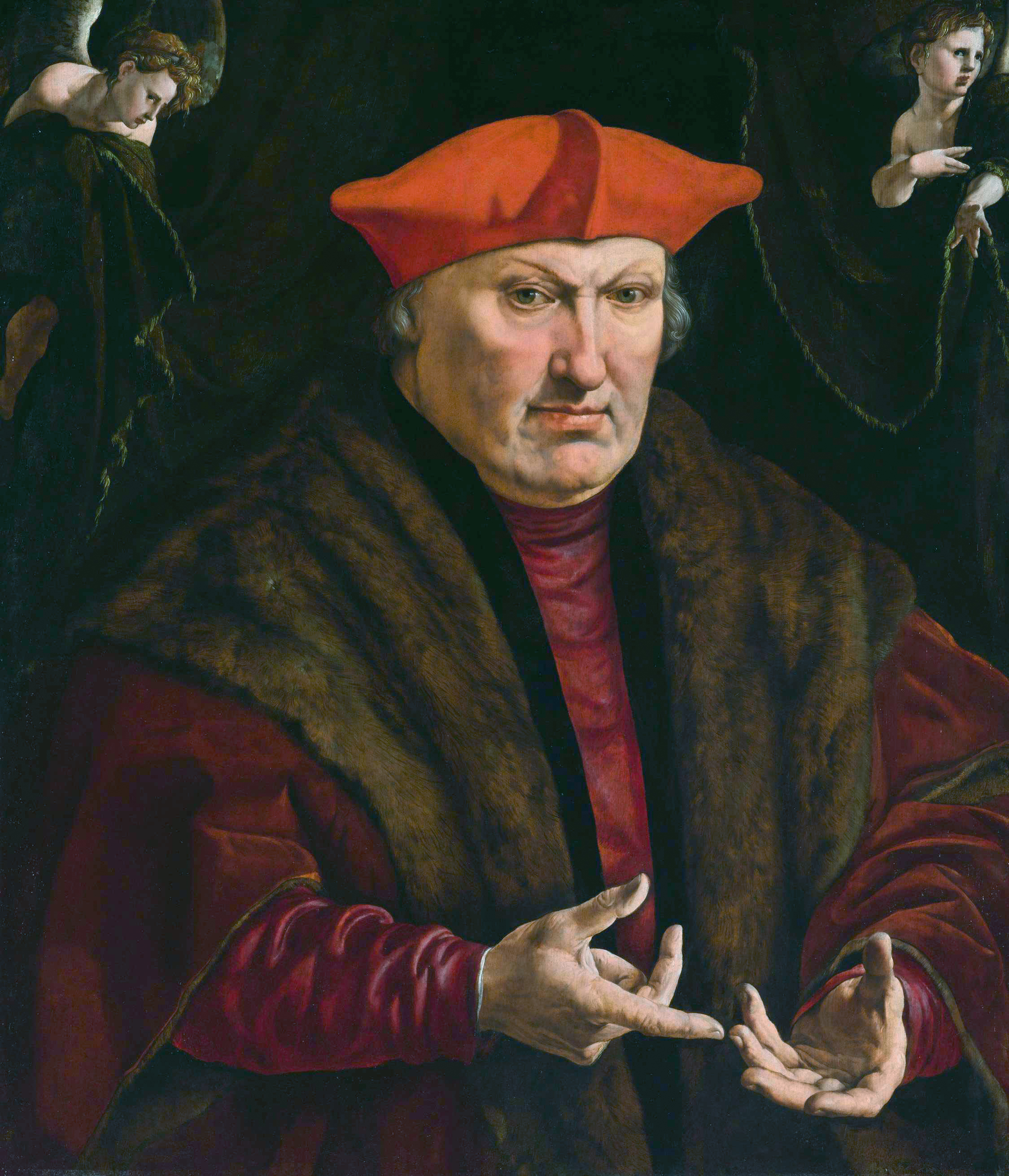
Ritratto di Eberhard von der Mark vescovo dal 1506 al 1538, opera di Jan Cornelisz Vermeyen (1500-1559).

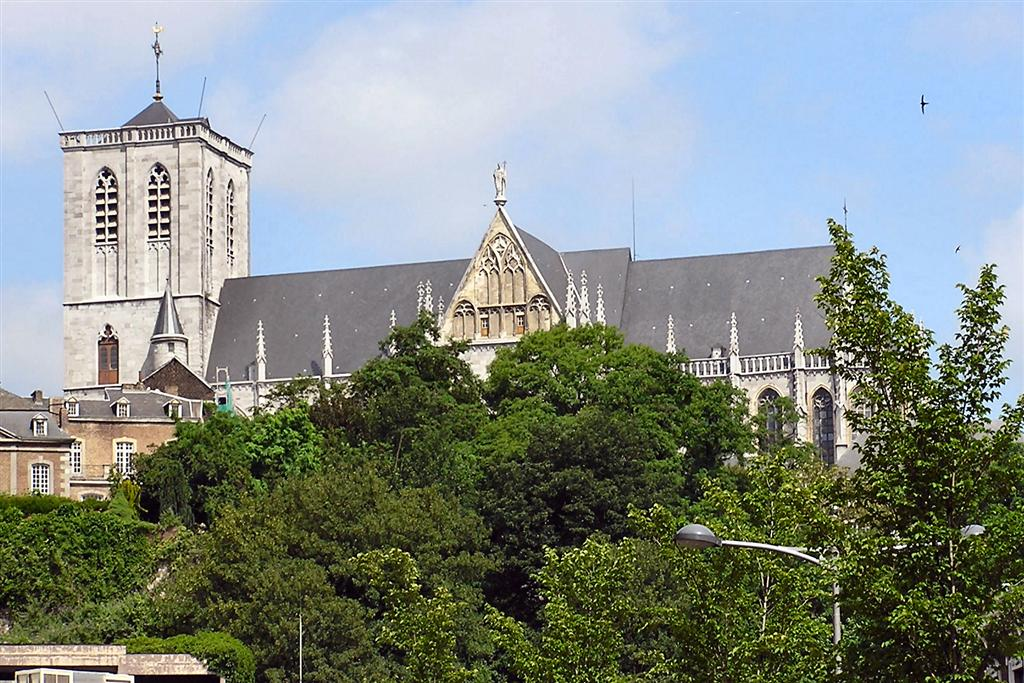
La chiesa collegiale Saint-Martin di Liegi, eretta verso il 965 dal vescovo Eraclio ed elevata al rango di basilica minore nel 1886.

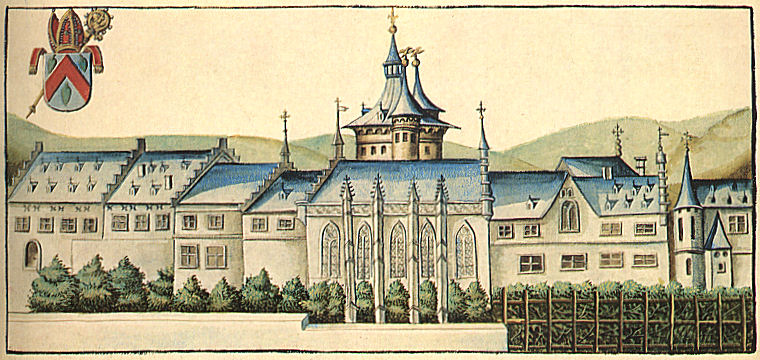
L'antica abbazia Saint-Laurent di Liegi, demolita nel 1809.

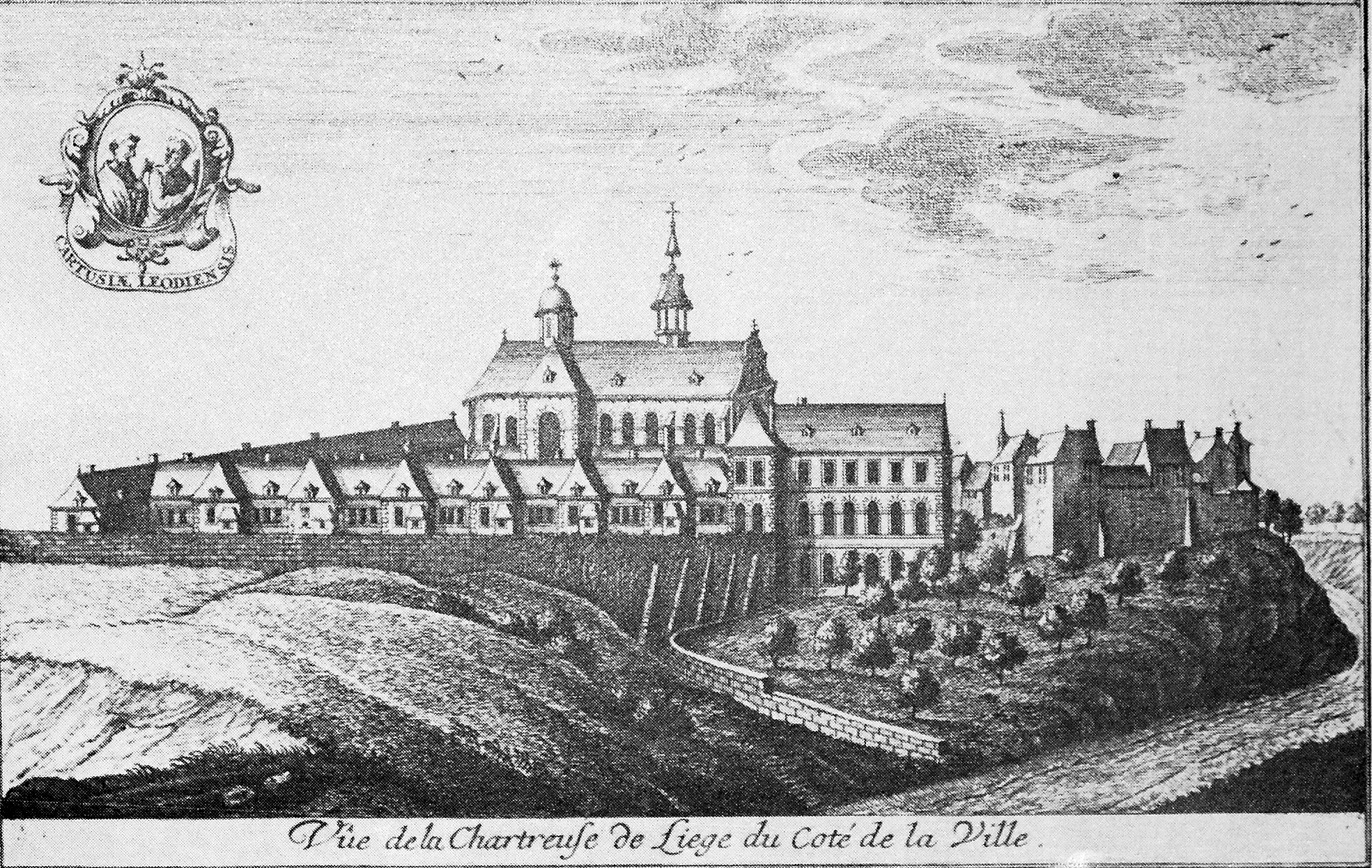
La certosa di Liegi nel XVIII secolo, oggi non più esistente.

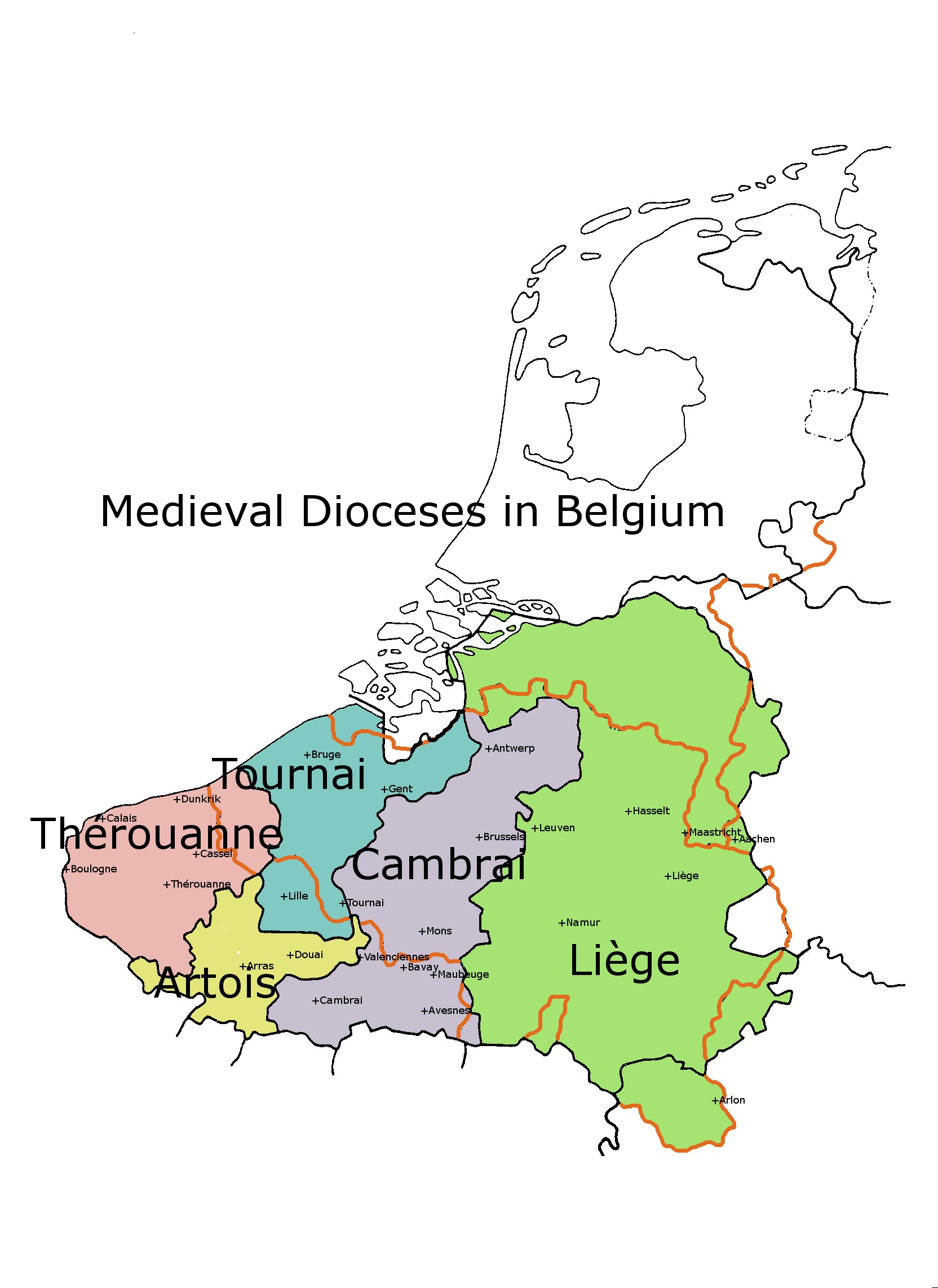
Mappa della diocesi di Liegi e delle diocesi del Belgio prima del 1559.

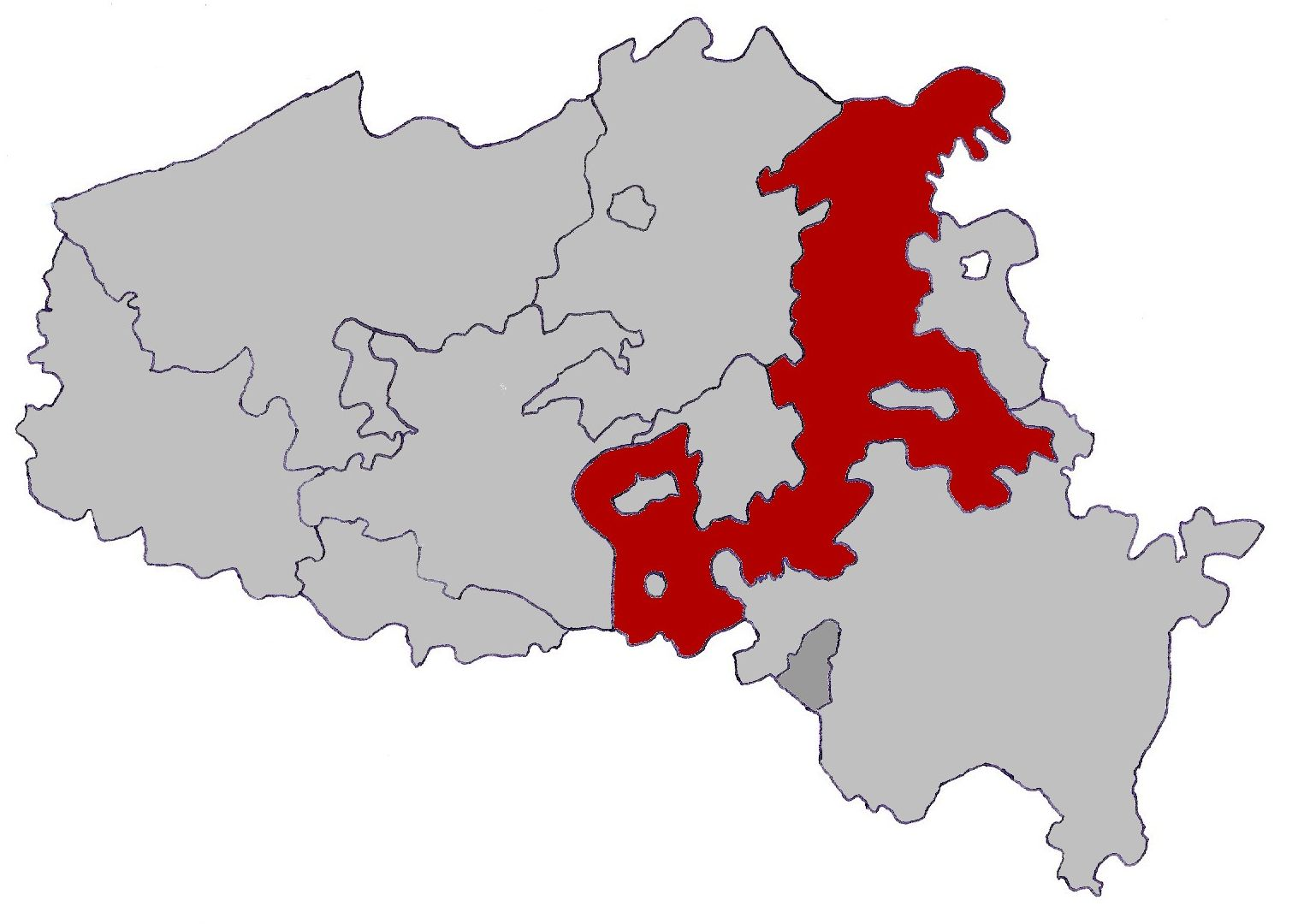
Il principato vescovile di Liegi nel 1787.

La diocesi di Liegi (in latino Dioecesis Leodiensis) è una sede della Chiesa cattolica in Belgio suffraganea dell'arcidiocesi di Malines-Bruxelles. Nel 2023 contava 741.625 battezzati su 1.108.400 abitanti. È retta dal vescovo Jean-Pierre Delville.

## Territorio
La diocesi comprende la provincia di Liegi.
Sede vescovile è la città di Liegi, dove si trova la cattedrale di San Paolo. A Malmedy sorge l'ex cattedrale dedicata ai Santi Pietro, Paolo e Quirino.
Il territorio si estende su 3.862 km² ed è suddiviso in 545 parrocchie. Le parrocchie sono raggruppate in 17 decanati, a loro volta suddivisi in diverse unità pastorali: Liegi-riva sinistra, Liegi-riva destra, Mosa inferiore, Fléron, Mosa superiore, Ans, Verviers, Plateau de Herve, Malmedy, Spa, Stavelot, Ourthe-Amblève-Condroz, Huy, Hesbaye, Büllingen, Eupen-La Calamine e Saint-Vith.
La maggioranza della popolazione (Valloni) è di lingua francese; la minoranza appartiene alla comunità germanofona del Belgio.

## Storia
La diocesi di Liegi è la più antica del Belgio, attestata nella prima metà del IV secolo, ed anche la più estesa. Al giorno d'oggi, sono undici le diocesi che hanno acquisito parte dei loro territori da quello di Liegi, distribuite in cinque Stati differenti: in Belgio le diocesi di Hasselt, Malines-Bruxelles, Namur e Anversa; nei Paesi Bassi le diocesi di Roermond, 's-Hertogenbosch, Breda e Rotterdam; in Germania la diocesi di Aquisgrana; in Lussemburgo l'arcidiocesi di Lussemburgo; in Francia l'arcidiocesi di Reims.
I vescovi, che avevano in origine la loro sede nella città di Tongres, trasferirono attorno alla metà del VI secolo la sede a Maastricht ed infine, verso l'inizio dell'VIII secolo, a Liegi. A partire dal X secolo fu un principato vescovile.

### Le origini
All'epoca dell'impero romano, il territorio a nord delle Ardenne, lungo le valli attraversate dalla Mosa e dai suoi affluenti, era abitato dal popolo dei Tungri, il cui principale insediamento era chiamato dai Romani Atuatuca Tungrorum, l'odierna Tongeren (in francese: Tongres). La civitas Tungrorum apparteneva alla provincia romana della Germania seconda, come attestato dalla Notitia Galliarum dell'inizio del V secolo.
I più antichi cataloghi episcopali di Tongres riconoscono come primo vescovo san Materno di Colonia, che fu certamente vescovo di Treviri e poi arcivescovo di Colonia e che probabilmente operò come vescovo missionario nel territorio di Tongres, prima che questa venisse eretta in diocesi indipendente.
Primo vescovo storicamente documentato della civitas Tungrorum è san Servazio. Il suo nome appare negli atti dello pseudoconcilio di Colonia del 346; nel 350 fu inviato in Oriente assieme ad una delegazione per incontrare l'imperatore Costanzo; nel 359 prese parte al concilio di Rimini; tradizionalmente la sua morte, avvenuta a Maastricht, è collocata nel 384. Dopo Servazio, gli antichi cataloghi menzionano una serie di vescovi (Agricolo, Ursiano, Designato, Renato, Sulpizio, Quirilio e Eucherio), che sono ignoti alla storia e di cui non si conosce assolutamente nulla. Le leggende di San Servazio parlano della distruzione di Tongres ad opera degli Unni, o di altre tribù germaniche; ma questo dato non è provato né dal punto di vista storico né dalle evidenze archeologiche.
A partire dal V secolo il territorio di Tongres fu occupato e poi sottomesso dai Franchi, ancora pagani. Ai vescovi di Tongres spettò il compito di evangelizzare questi popoli: la loro conversione iniziò sotto Falco (prima metà del VI secolo) e continuò con i suoi successori; il vescovo Monulfo, secondo quanto riferisce Gregorio di Tours, costruì una chiesa sopra la tomba di san Servazio a Maastricht, dove, secondo la stessa autorevole fonte, avrebbe per primo trasferito la residenza episcopale. Nella seconda metà del VII secolo, la sede della civitas Tungrorum fu onorata dalla presenza di santi vescovi, che portarono a termine l'evangelizzazione del territorio. San Remaclo fu il fondatore dei monasteri di Malmedy e di Stavelot, di cui tenne anche la carica di abate. San Lamberto completò la conversione dei pagani e venne ucciso a Liegi, forse agli inizi dell'VIII secolo. Il suo successore, sant'Uberto, costruì una basilica per raccogliere le sue reliquie, la quale divenne il primo vero nucleo della città di Liegi, dove il nuovo vescovo trasferì la residenza episcopale.

### L'organizzazione
A partire dall'epoca carolingia, la diocesi assunse quella fisionomia che mantenne inalterata fino alla metà del XVI secolo e contestualmente, con l'affermarsi dell'organizzazione ecclesiastica, entrò a far parte della provincia ecclesiastica dell'arcidiocesi di Colonia.
Secondo alcuni storici belgi, non ci fu mai un trasferimento formale della sede episcopale, ma solo dei cambiamenti di residenza, alcune delle quali, divenendo col tempo residenze abituali, hanno ottenuto il prestigio di sede ufficiale. Anche quando la sede venne trasferita prima a Maastricht e poi a Liegi, Tongres, la sede primitiva, è rimasta per secoli la sede formale e ufficiale della diocesi. Fino all'XI secolo infatti, i vescovi di Liegi conserveranno l'abitudine di intitolarsi Episcopus Tungrorum; in un diploma dell'ottobre 907, il palazzo episcopale di Tongres, esistito fino al XII secolo, è riconosciuto come la principale e più importante residenza della diocesi ("episcopii domus principalis").
Il territorio della diocesi era tra i più estesi di tutte le Gallie. Confinava a nord con la diocesi di Utrecht, a est con l'arcidiocesi di Colonia, a sud con le arcidiocesi di Treviri e di Reims, ad ovest con la diocesi di Cambrai.
Tra i principali vescovi dell'epoca carolingia, si ricordano: Agilfredo († 787) e Gerbaldo († 810), entrambi destinati alla sede di Liegi da Carlo Magno; Artgario († 855), che costruì il primo palazzo episcopale; Franco († 901), noto soprattutto per aver sconfitto i Normanni e celebrato dal poeta irlandese Sedulio Scoto; Stefano († 920), scrittore e compositore, che indebitò la chiesa per le feste, in particolare per quella dedicata alla Santissima Trinità; Raterio, che fece del vescovato un notevole centro di cultura; Eraclio († 971), che costruì quattro nuove chiese, un monastero e due chiese collegiate e inaugurò un periodo di ricchezza e di cultura nella diocesi, dovuto anche all'introduzione dell'arte orafa, che ha reso celebre Liegi in tutto il mondo.

### Il Principato vescovile
Fin dall'epoca merovingia i vescovi di Liegi avevano acquisito, grazie a privilegi e immunità concessi dai re, il possesso su diversi beni disseminati un po' ovunque nella civitas Tungrorum. I re carolingi favorirono ancora di più i vescovi con ulteriori concessioni e privilegi.; infine la generosità dei tre imperatori Ottone nel X secolo portò alla nascita del principato vescovile. Durante l'episcopato di Notgero (972-1008), il vescovato acquisì sui suoi possedimenti quei diritti che ne fecero un comitatus. A tal proposito è significativo un diploma di Ottone II del 980, con il quale l'imperatore, confermando i beni della Chiesa di Liegi, decide che questi beni saranno di esclusiva proprietà del vescovo e che il potere pubblico e i suoi funzionari non potranno mai vantare alcun diritto, ad eccezione di quelli preposti a tale ufficio dal vescovo stesso. Gli stessi concetti furono espressi da Ottone III in occasione della concessione al vescovo dei diritti feudali su Huy e su Gembloux nel 985, con la possibilità per il vescovo di infeudare i suoi diritti a dei vassalli.
Da questo momento i vescovi di Liegi sono a tutti gli effetti conti e più tardi saranno chiamati principi, status che venne mantenuto sino alla rivoluzione francese (1790). Il principato vescovile di Liegi, posto tra Francia e Sacro Romano Impero, con una giurisdizione temporale meno estesa di quella spirituale, riuscì a mantenere la propria indipendenza grazie all'abilità dei vescovi, che seppero giocare ruoli importanti nella politica internazionale tra i due stati.
Il primo principe-vescovo fu dunque Notgero, che svolse un ruolo importante nello sviluppo religioso della città episcopale. Ricostruì la cattedrale di San Lamberto e il palazzo vescovile, terminando la chiesa collegiata di San Paolo, iniziata da Eraclio, contribuendo alla costruzione delle chiese collegiate della santa Croce e di san Dionigi, ed erigendo una chiesa a san Giovanni Evangelista. Notgero rafforzò inoltre la suddivisione parrocchiale della città e fu uno dei primi a diffondere l'osservanza del precetto della festività di Tutti i Santi. Ma una delle caratteristiche fondamentali del governo di Notgero, in continuità con quello di Eraclio, fu l'attenzione che riservò all'educazione: grazie a questi due vescovi ed a Wazone († 1048), Liegi riuscì a ricoprire un ruolo fondamentale non solo politicamente, ma anche per quanto riguarda la cultura generale e la letteratura, nello specifico. Le scuole riuscirono a formare valenti studenti, e diedero alla Chiesa cattolica papi come Stefano IX e Niccolò II.
Tra i successivi vescovi, in epoca medievale, si ricordano: Frédéric de Namur, la cui morte violenta (1048) gli fece guadagnare la venerazione come martire; Raoul de Zähringen († 1191), il cui episcopato fu contraddistinto dalla presenza del riformatore Lambert le Bège, che è ritenuto il fondatore delle prime comunità semi-monastiche; Roberto di Thourotte († 1246), che approvò in diocesi la festa della Corpus Domini, sostenuta da santa Giuliana di Cornillon, e dal legato papale e priore dei domenicani di Liegi, Ugo di Saint-Cher. Tra gli arcidiaconi di Liegi si ricorda Giovanni di Troyes, che venne eletto papa con il nome di Urbano IV; egli stabilì la sede della festa del Corpus Domini nella chiesa di San Tommaso, ed estese l'osservanza della festa del Corpus Domini all'intera Chiesa cattolica. Un altro arcidiacono di Liegi divenne papa con il nome di Gregorio X, e depose nel 1274 l'indegno vescovo Enrico di Gheldria.
Nel XVI secolo, per meglio contrastare la riforma protestante, nonché per risolvere annose questioni di carattere politico e linguistico, i Paesi Bassi e i Paesi Bassi del Sud subirono una sostanziale modifica della geografia ecclesiastica, che era rimasta immutata fin dall'epoca carolingia. Con la bolla Super universas del 12 maggio 1559), papa Paolo IV riorganizzò le circoscrizioni ecclesiastiche della regione a spese della diocesi di Liegi; molte delle sue parrocchie furono infatti cedute a vantaggio dell'erezione delle nuove diocesi di Roermond, di 's-Hertogenbosch, di Namur, di Anversa e della nuova arcidiocesi di Malines.
Lo scoppio della rivoluzione francese, accompagnata dalla rivoluzione di Liegi, segnò la fine del principato vescovile, che fu sancita ufficialmente con la Reichsdeputationshauptschluss del 1803 e la conseguente secolarizzazione del principato. La cattedrale fu demolita, in quanto considerata simbolo di oppressione, e il vescovo fu cacciato.

### La moderna diocesi
La rivoluzione francese e i trattati successivi inglobarono il Belgio nella repubblica francese. In seguito al concordato, con la bolla Qui Christi Domini di papa Pio VII del 29 novembre 1801 i territori della diocesi furono fatti coincidere con i dipartimenti francesi, oggi non più esistenti, dell'Ourte e della Mosa Inferiore; la diocesi comprendeva anche alcune parrocchie del dipartimento di Forêts; inoltre Liegi fu sottomessa alla provincia ecclesiastica dell'arcidiocesi di Malines. Queste nuove disposizioni portarono inoltre alla soppressione della diocesi di Roermond, il cui territorio fu parzialmente inglobato in quello della diocesi di Liegi.
L'ultimo principe-vescovo, François-Antoine de Méan, dette le dimissioni dalla sua diocesi, come impostogli dalla Qui Christi Domini, e si ritirò a Erfurt, da dove, il 23 marzo 1802, indirizzò una lettera al clero di Liegi invitandoli a sottomettersi alle decisioni papali. Contestualmente, la Santa Sede provvide a nominare un nuovo vescovo, di origini francesi, Jean-Évangéliste Zäpfel.
Con la fine dell'impero francese e dopo la morte di Zäpfel, la diocesi rimase vacante per diversi anni, fino alla nomina di van Bommel, con il quale la diocesi poté essere riorganizzata.
In seguito alla fissazione delle frontiere tra Belgio e Paesi Bassi (1839), la diocesi perse la parte olandese, con la quale, il 2 giugno 1840, papa Gregorio XVI eresse il vicariato apostolico del Limburgo (divenuto diocesi di Roermond nel 1853).
Il 30 luglio 1921, in virtù della bolla Ecclesiae universae di papa Benedetto XV, fu eretta la diocesi di Eupen e Malmedy con i territori dell'arcidiocesi di Colonia che il trattato di Versailles del 1919 aveva assegnato al Belgio, e contestualmente la nuova sede fu unita aeque principaliter a Liegi. Nel 1925 la diocesi fu definitivamente soppressa e il suo territorio incorporato in quello della diocesi di Liegi.
Dal 15 gennaio al 2 marzo 1933 la Vergine apparve ad una bambina undicenne di Banneux. Negli anni seguenti questo villaggio diventerà meta di pellegrinaggi e dopo la seconda guerra mondiale il santuario mariano più importante del Belgio.
Il 31 maggio 1967 Liegi cedette le parrocchie di lingua olandese a vantaggio dell'erezione della diocesi di Hasselt.
Negli anni successivi sono state istituite le sedi vescovili titolari corrispondenti alle antiche sedi di Tongeren e di Maastricht, rispettivamente nel 1969 e nel 1970. Attualmente entrambe le città si trovano fuori dai confini della diocesi: Tongeren nella diocesi di Hasselt e Maastricht in quella di Roermond.

## Cronotassi dei vescovi
Si omettono i periodi di sede vacante non superiori ai 2 anni o non storicamente accertati.
Il più antico catalogo episcopale di Liegi è contenuto nelle Gesta episcoporum Leodensium, la cui versione più antica fu redatta attorno al 980 da Erigerio, monaco di Lobbes, ed arrivava fino a san Remaclo (seconda metà del VII secolo). Il catalogo presenta una serie di 26 nomi prima di Remaclo, molti dei quali sono assolutamente sconosciuti alla storia e noti solo per la loro presenza nelle Gesta.

### Con sede a Tongres
- San Materno † (inizio IV secolo)[10]
- San Servazio † (prima del 346 - dopo il 359)[11]
- Falco † (inizio del VI secolo)
- San Domiziano † (prima del 535 - dopo il 549)

### Con sede a Maastricht
- San Monulfo † (menzionato verso il 560)[12]
- Betulfo † (menzionato nel 614)
- San Gondulfo †
- San Perpetuo †
- Evergiso †[13]
- San Giovanni l'Agnello † (dopo il 623)
- Sant'Amando ? † (circa 646 - circa 649 dimesso)[14]
- San Remaclo † (dopo il 650 - ? dimesso)
- San Teodardo † (menzionato nel 669)
- San Lamberto † (prima del 675 - 17 settembre 705 deceduto)
  - Faramundo † (circa 675/676 - 682/683) (intruso)

### Con sede a Liegi
- Sant'Uberto † (prima del 13 maggio 706 - 30 maggio 727 deceduto)
- Floreberto † (728 - dopo il 1º dicembre 735)
- Fulcherio † (circa 737/738 - 769 deceduto)
- Agilfredo † (769 - circa 787 deceduto)
- Gerbaldo † (787 - 18 ottobre 810 deceduto)
- Walcaudo † (810 - dopo il 19 aprile 831 deceduto)
- Pirardo (Erardo) † (831 - 8 luglio 840 deceduto)
- Artgario † (agosto 840 - 30 luglio 855 deceduto)
- Francone † (856 - 9 gennaio 901 deceduto)
- Stefano di Tongern † (prima del 909 - 18 giugno 920 deceduto)
  - Elduino † (920 - 920) (illegittimo)
- Richerio † (920 - 23 luglio 945 deceduto)
- Ugo † (945 - 23 gennaio 947 deceduto)
- Faraberto † (947 - 28 agosto 953 deceduto)
- Raterio † (954 - 956 deposto)
- Balderico † (956 - 29 luglio 959 deceduto)
- Eraclio † (959 - 27 ottobre 971 deceduto)
- Notger † (23 aprile 972 - 10 aprile 1008 deceduto)
- Baldéric de Looz † (4 settembre 1008 - 29 luglio 1018 deceduto)
- San Wolbodo di Liegi † (1018 - 30 aprile o 21 agosto 1021 deceduto)
- Durand † (1021 - 23 gennaio 1025 deceduto)
- Réginard † (1025 - 5 dicembre 1037 deceduto)
- Nithard † (1039 - 24 agosto 1042 deceduto)
- Wazon † (1042 - 8 luglio 1048 deceduto)
- Théoduin † (luglio 1048 - 23 giugno 1075 deceduto)
- Henri de Verdun † (1075 - 31 maggio 1091 deceduto)
- Otbert † (1091 - 31 gennaio 1119 deceduto)
- Frédéric de Namur † (1119 - 27 maggio 1121 deceduto)
- Albéron di Lovanio † (1121 - 1º gennaio 1128 deceduto)
- Alexandre de Jülich † (18 marzo 1128 consacrato - 6 luglio 1135 deceduto)
- Albéron de Namur † (prima del 22 marzo 1136 - 26 marzo 1145 deceduto)
- Henri van der Leyen † (24 giugno 1145 consacrato - 6 ottobre 1164 deceduto)
- Alexandre de Orle † (1164 - 9 agosto 1167 deceduto)
- Raoul de Zähringen † (1167 - 5 agosto 1191 deceduto)
- Sant'Albert di Lovanio † (8 settembre 1191 - 23 novembre 1192 deceduto)
  - Lothaire de Hochstaden † (1192 - 1193 deposto)
  - Simon de Limbourg † (novembre 1193 - 1194 deposto)
  - Ottone du Heinsberg † (1195 - 1195)
- Albert de Cuyk † (18 settembre 1194 - 1º febbraio 1200 deceduto)
- Hugues de Pierrepont † (3 marzo 1200 - 12 aprile 1229 deceduto)
- Jean de Rumigny † (17 aprile 1229 - 1º maggio 1238 deceduto)
- Guillaume di Savoia † (4 giugno 1239 - 3 ottobre 1239 deceduto)
- Robert de Thourotte † (3 agosto 1240 - 16 ottobre 1246 deceduto)
- Henri de Geldern † (10 ottobre 1247 - 3 luglio 1274 deposto)
- Jean d'Enghien † (28 luglio 1274 - 24 agosto 1281 deceduto)
- Jean delle Fiandre † (9 giugno 1282 - 14 ottobre 1292 deceduto)
  - Sede vacante (1292-1295)
- Hugues de Chalons † (12 dicembre 1295 - 11 dicembre 1301 nominato arcivescovo di Besançon)
- Adolphe de Waldeck † (1º settembre 1301 - 12 dicembre 1302 deceduto)
- Thibaut de Bar † (13 marzo 1303 - 13 maggio 1312 deceduto)
- Adolphe de la Marck † (16 aprile 1313 - 3 novembre 1344 deceduto)
- Englebert de la Marck † (25 febbraio 1345 - 15 aprile 1364 nominato arcivescovo di Colonia)
- Giovanni d'Arkel † (15 aprile 1364 - 1º luglio 1378 deceduto)
- Arnould de Hoorn † (1378 - 8 marzo 1389 deceduto)
  - Thierry de la Marck † (5 giugno 1389 - ? dimesso) (vescovo eletto)[15]
- Johannes von Bayern-Hennegau † (3 marzo 1390 - 28 maggio 1418 dimesso)[16]
- Johannes von Wallenrodt † (30 maggio 1418 - 28 maggio 1419 deceduto)
- Johannes von Heinsberg † (20 settembre 1419 - 22 novembre 1455 dimesso)
- Louis de Bourbon † (7 aprile 1456 - 30 agosto 1482 deceduto)
- Jean di Hoorn † (17 dicembre 1483 - 19 dicembre 1505 deceduto)
- Erard de la Marck † (25 febbraio 1506 - 18 marzo 1538 deceduto)
- Corneille de Berghes † (18 marzo 1538 succeduto - 16 agosto 1544 dimesso)[17]
- Giorgio d'Austria † (16 agosto 1544 succeduto - 5 maggio 1557 deceduto)
- Robert de Berghes † (5 maggio 1557 succeduto - 22 luglio 1563 dimesso)
- Gerard van Groesbeeck † (23 febbraio 1565 - 28 dicembre 1580 deceduto)
- Ernesto di Baviera † (3 aprile 1581 - 17 febbraio 1612 deceduto)
- Ferdinando di Baviera † (17 febbraio 1612 succeduto - 13 settembre 1650 deceduto)
- Massimiliano Enrico di Baviera † (13 settembre 1650 succeduto - 3 giugno 1688 deceduto)
- Johann Ludwig von Elderen † (15 novembre 1688 - 1º febbraio 1694 deceduto)
- Giuseppe Clemente di Baviera † (29 settembre 1694 - 12 novembre 1723 deceduto)
- Georges Louis de Berghes † (27 settembre 1724 - 4 dicembre 1743 deceduto)
- Giovanni Teodoro di Baviera † (12 febbraio 1744 - 27 gennaio 1763 deceduto)
- Charles Nicolas d'Oultremont † (4 maggio 1764 - 22 ottobre 1771 deceduto)
- François-Charles de Velbruck † (30 marzo 1772 - 30 aprile 1784 deceduto)
- César Constantin François de Hoensbroeck † (20 settembre 1784 - 3 giugno 1792 deceduto)
- François-Antoine-Marie de Méan † (24 settembre 1792 - 29 novembre 1801 dimesso[18])
- Jean-Évangéliste Zäpfel † (3 giugno 1802 - 17 ottobre 1808 deceduto)
  - Sede vacante (1808-1829)
- Cornelis Richard Anton van Bommel † (18 maggio 1829 - 7 aprile 1852 deceduto)
- Theodor Joseph de Montpellier † (27 settembre 1852 - 24 agosto 1879 deceduto)
- Victor Joseph Douterloux † (24 agosto 1879 succeduto - 24 agosto 1901 deceduto)
- Martin-Hubert Rutten † (16 dicembre 1901 - 17 luglio 1927 deceduto)
- Louis-Joseph Kerkhofs † (17 luglio 1927 succeduto - 7 dicembre 1961 dimesso[19])
- Guillaume-Marie van Zuylen † (7 dicembre 1961 succeduto - 17 marzo 1986 ritirato)
- Albert Houssiau (17 marzo 1986 - 9 maggio 2001 ritirato)
- Aloys Jousten † (9 maggio 2001 - 31 maggio 2013 ritirato)
- Jean-Pierre Delville, dal 31 maggio 2013

## Statistiche
La diocesi nel 2023 su una popolazione di 1.108.400 persone contava 741.625 battezzati, corrispondenti al 66,9% del totale.
| anno | popolazione | popolazione | popolazione | presbiteri | presbiteri | presbiteri | presbiteri                | diaconi | religiosi | religiosi | parrocchie |
| anno | battezzati  | totale      | %           | numero     | secolari   | regolari   | battezzati per presbitero | diaconi | uomini    | donne     | parrocchie |
| ---- | ----------- | ----------- | ----------- | ---------- | ---------- | ---------- | ------------------------- | ------- | --------- | --------- | ---------- |
| 1950 | 1.300.000   | 1.424.297   | 91,3        | 2.520      | 1.810      | 710        | 515                       |         | 1.400     | 5.500     | 778        |
| 1970 | 900.000     | 1.016.131   | 88,6        | 1.298      | 980        | 318        | 693                       | 2       | 461       |           | 515        |
| 1980 | 800.000     | 1.007.490   | 79,4        | 1.010      | 787        | 223        | 792                       | 31      | 304       | 1.819     | 518        |
| 1990 | 780.000     | 993.060     | 78,5        | 848        | 659        | 189        | 919                       | 66      | 256       | 1.239     | 523        |
| 1999 | 700.000     | 1.017.805   | 68,8        | 689        | 480        | 209        | 1.015                     | 72      | 276       | 801       | 505        |
| 2000 | 700.000     | 1.016.762   | 68,8        | 650        | 465        | 185        | 1.076                     | 74      | 247       | 762       | 525        |
| 2001 | 700.000     | 1.020.077   | 68,6        | 629        | 445        | 184        | 1.112                     | 75      | 247       | 743       | 525        |
| 2002 | 700.000     | 1.023.506   | 68,4        | 624        | 440        | 184        | 1.121                     | 74      | 250       | 743       | 525        |
| 2003 | 700.000     | 1.023.506   | 68,4        | 543        | 421        | 122        | 1.289                     | 76      | 175       | 609       | 525        |
| 2004 | 700.000     | 1.023.506   | 68,4        | 524        | 402        | 122        | 1.335                     | 74      | 168       | 579       | 525        |
| 2013 | 721.000     | 1.054.000   | 68,4        | 385        | 285        | 100        | 1.872                     | 69      | 140       | 443       | 525        |
| 2016 | 731.000     | 1.092.226   | 66,9        | 362        | 301        | 61         | 2.019                     | 71      | 130       | 452       | 525        |
| 2019 | 731.600     | 1.093.377   | 66,9        | 381        | 324        | 57         | 1.920                     | 66      | 290       | 114       | 552        |
| 2021 | 735.000     | 1.098.450   | 66,9        | 348        | 277        | 71         | 2.112                     | 59      | 93        | 226       | 551        |
| 2023 | 741.625     | 1.108.400   | 66,9        | 319        | 242        | 77         | 2.324                     | 58      | 95        | 216       | 545        |